# Bodoland Territorial Council
El Bodoland Territorial Council és una estructura administrativa d'Assam, a l'Índia, creada el 7 de desembre del 2003 en virtut dels acords tripartits entre l'Índia, el govern de l'estat d'Assam i el grup armat Bodoland Liberation Tigers Force (o Bodo Liberation Tiger Front) que van culminar el 6 de desembre de 2003 amb el lliurament de les armes pel grup armat.
Fou constituïda d'acord amb el previst a la constitució (títol sext) i té la finalitat de desenvolupar la identitat dels bodos i la llengua bodo, desenvolupant econòmicament el districte i establint sistemes educatius adequats. Té 3082 viles i la capital és Kokrajhar. El van formar el districtes de Kokrajhar i tres districtes de nova creació, separats d'altres, que són Chirang, Udalguri i Baska. Té 40 representants electes i 6 de designació del govern d'Assam. Dels 40 electes 30 són reservats pels bodos del districte, cinc per als no bodos del districte, i els altres 5 per a qualsevol que obtingui prou vots.
Anteriorment el Bodoland Autonomous Council, amb menys poders, va existir des del maig de 1993